# 蟹爪兰
蟹爪兰又稱螃蟹蘭、感恩节仙人掌（英語：Thanksgiving cactus），是一种附生性小灌木，属双子叶植物石竹目仙人掌科仙人指属植物。其节径连接形状如螃蟹的副爪，故名蟹爪兰，但並非蘭科物種。

## 生态特点
蟹爪兰原产巴西热带雨林中，附生在大树干或阴暗湿润的石缝里，生长发育中需要荫蔽、潮湿的环境条件，在短日照条件下才能孕蕾开花。
蟹爪兰在一年的生长过程中，有两次短暂的休眠期，一次在夏季最炎热时，一次在早春开花后；也有两次生长旺盛期，一次在5月中下旬，一次在10月上中旬。花蕾一般在10月中下旬开始形成。
土壤条件适合肥沃的腐叶土、泥炭、粗沙的混合土壤，酸碱度在pH5.5～6.5。蟹爪兰在原产地由鸟类授粉，室内栽培时需人工授粉才能正常结实。

## 外形

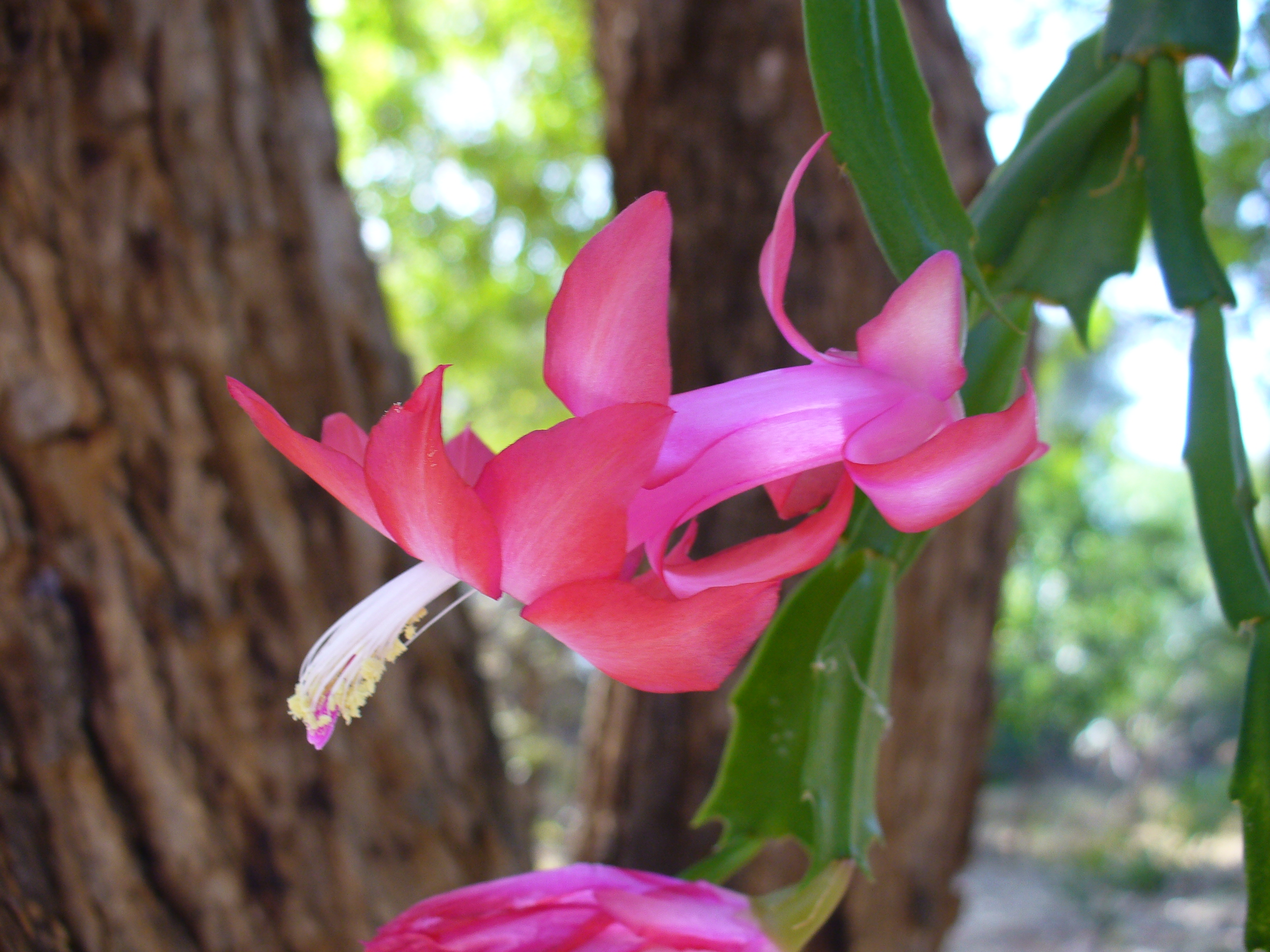
蟹爪兰的花

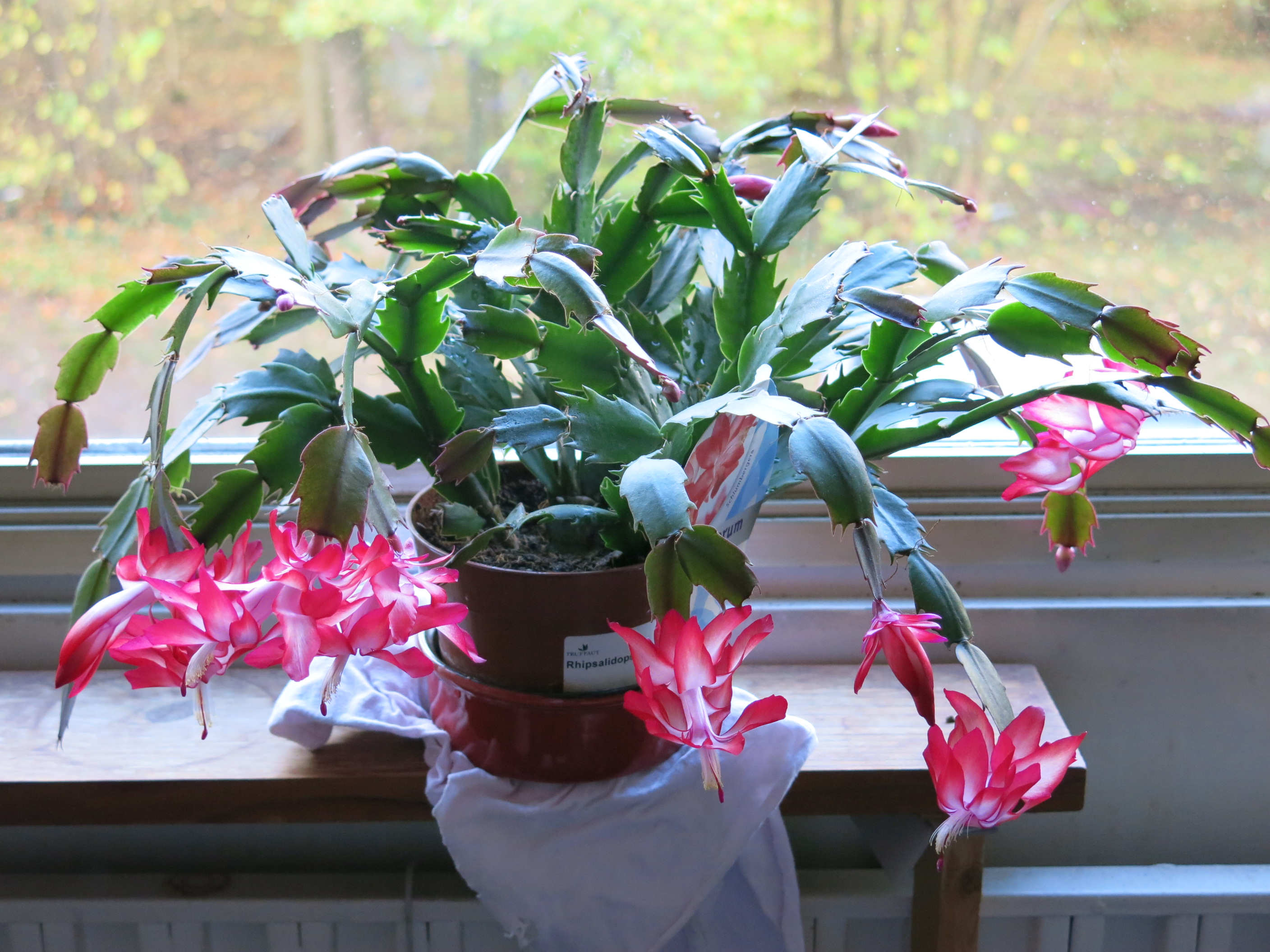

同大多数仙人类植物一样，蟹爪兰茎叶严重变态成节片，形同蟹足。叶状茎扁平肥厚，卵圆形，呈鲜绿色，边缘具粗锯齿，有小刺着生于上，先端截形。茎节的顶端往往同时着生2－3个花蕾，但通常只有一朵能开放，其它的会自然脱落。花着生于叶状茎的顶端，花被两层开张反卷，花色有淡紫、黄、红、纯白、粉红、橙、蓝和双色等。两性花，雄蕊多数。

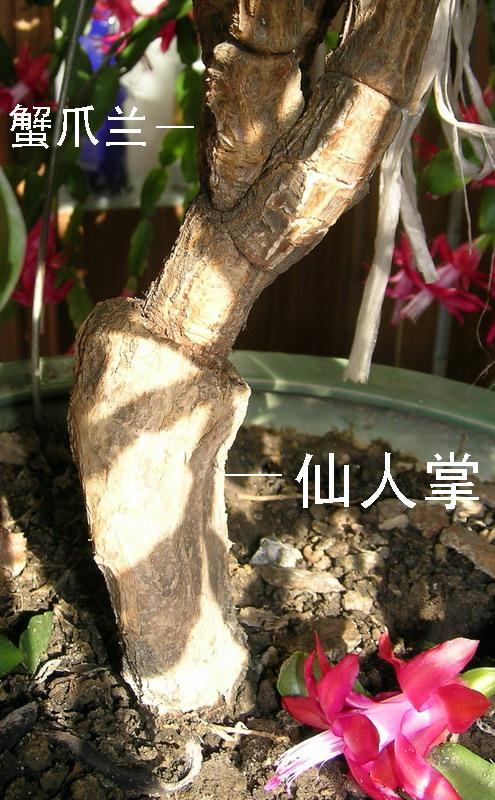
嫁接的蟹爪兰

## 繁殖方法
常用扦插、嫁接和播种繁殖。嫁接繁殖的蟹爪兰株型优美，且砧木的根系发达，营养供给好，植株健壮，开花亦多。

## 人工栽培种
蟹爪兰现在世界各地广泛栽培，英国、法国、德国、美国、日本和丹麦等国的花卉育种家多年来做了大量的杂交育种研究，已经选育出200多个栽培品种。常见的有白花的圣诞白（WhiteChristmas）、多塞（Dorthe）、吉纳（Gina）、雪花（Snowflake），黄色的金媚（GoldCharm）、圣诞火焰（ChristmasFlame）、金幻（GoldFantasy）、剑桥（Cambridge），橙色的安特（Anette）、弗里多（Frida），紫色的马多加（Madonga），粉色的卡米拉（Camilla）、麦迪斯托（Madisto）和伊娃（Eva）等。蟹爪兰多用量天尺作砧木嫁接，作盆栽花卉栽培。

## 外部連結
- 蟹爪蘭1
- 蟹爪蘭2
- 蟹爪蘭3
- 蟹爪蘭4 （页面存档备份，存于）
- 蟹爪蘭5 （页面存档备份，存于）